# Principe de Dilbert
 (janvier 2024).
Pour les articles homonymes, voir Dilbert (homonymie).

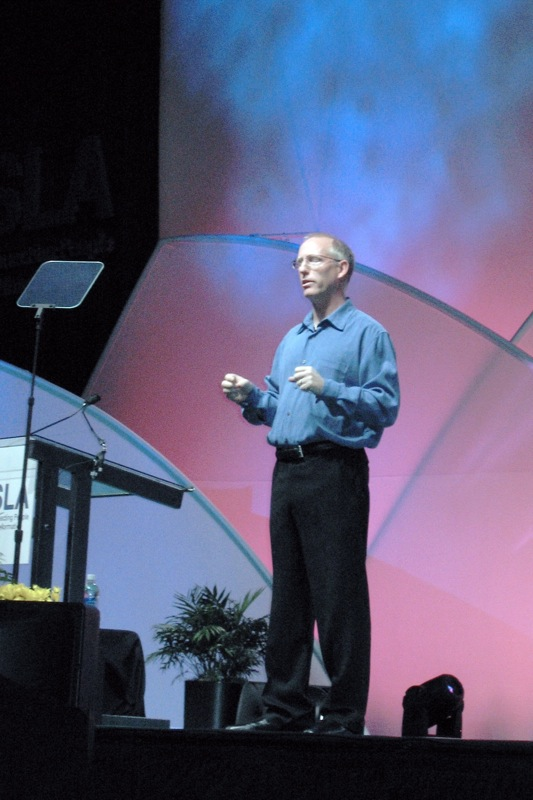
Le dessinateur Scott Adams.

Le principe de Dilbert est une version aggravée et humoristique du principe de Peter, qui postule que dans une entreprise, les employés les plus incompétents deviennent managers.
Dans le livre satirique Le Principe de Dilbert, le dessinateur Scott Adams rappelle le principe de Peter :Tout employé tend à s'élever à son niveau d'incompétence. Mais ces dernières décennies, selon l'auteur, le management a évolué d'une manière telle que l'époque où le principe de Peter s'appliquait pourrait passer pour un âge d'or en comparaison.
Le nouveau principe, principe de Dilbert, s'énonce ainsi :« Les gens les moins compétents sont systématiquement affectés aux postes où ils risquent de causer le moins de dégâts : ceux de managers. »
Si le principe de Peter garantissait qu'un dirigeant incompétent serait compétent s'il occupait le poste d'un de ses subordonnés, dans une entreprise dilbertienne au contraire, les dirigeants sont ceux qui étaient les plus mauvais aux postes subordonnés. En particulier, ils ne comprennent rien à la technologie et manquent de bon sens dans les cas les plus graves.
Réciproquement, les employés les plus compétents ne sont en aucun cas promus, car irremplaçables à leurs postes actuels.
Bien qu'apparemment inégalitaire, le principe de Dilbert apporte en théorie une solution à la problématique posée par le principe de Peter :
- les employés incompétents ne restent pas dans un poste où ils ne sont pas compétents (car promus) ;
- les employés compétents restent à un poste où ils sont compétents car non promus.

Scott Adams a aussi illustré ces principes dans des bandes dessinées humoristiques représentant Dilbert. 